# لوتشبوي (كولورادو)
لوتشبوي (بالإنجليزية: Lochbuie)‏ هي بلدة تقع في مقاطعة ويلد، كولورادو بولاية كولورادو في الولايات المتحدة. تبلغ مساحتها 3.6 (كم²)، وترتفع عن سطح البحر 1530 م، بلغ عدد سكانها 4726 نسمة في عام 2010 حسب إحصاء مكتب تعداد الولايات المتحدة وتصل الكثافة السكانية فيها 1350.3 نسمة/كم2.

## وصلات خارجية
- Town of Lochbuie
- The US50 - Cities and Towns in Colorado State
- Colorado Cities and Towns, Facts, Map, Flag, Colleges, Government, and More